# Philiris satis
Philiris satis är en fjärilsart som beskrevs av Tite 1963. Philiris satis ingår i släktet Philiris och familjen juvelvingar. Inga underarter finns listade i Catalogue of Life.